# Зуев, Юрий Петрович
Ю́рий Петро́вич Зу́ев (род. 22 января 1938, Московская область, СССР) — советский и российский религиовед, специалист по истории и современному состоянию русского православия, государственно-конфессиональным и межрелигиозным отношениям в России. Кандидат философских наук, доцент. Один из авторов «Атеистического словаря» и словаря «Религии народов современной России».

## Биография
Родился 22 января 1938 года в Московской области в семье рабочих.
В 1960 году окончил исторический факультет Московского областного педагогического института имени Н. К. Крупской.
В 1960-1961 годах — учитель истории в средней школе г. Москвы.
Проходил службу в Советской Армии.
После демобилизации работал ассистентом кафедры философии Московского государственного заочного педагогического института.
В 1970 году в Институте научного атеизма Академии общественных наук при ЦК КПСС защитил диссертацию на соискание учёной степени кандидата философских наук по теме «Критика христианского культа страдания» (специальность 625 — научный атеизм).
В 1964—1991 годах — младший научный сотрудник, старший научный сотрудник, ведущий научный сотрудник, учёный секретарь, заведующий отделом Института научного атеизма Академии общественных наук при ЦК КПСС.
В 1995—2009 годах — доцент, профессор и заместитель заведующего кафедрой религиоведения Российской академии государственной службы при Президенте Российской Федерации.
В 1998—2007 годах — член Экспертного совета для проведения государственной религиоведческой экспертизы при Министерстве юстиции РФ,, а в 2007—2009 годах — член Экспертного совета для проведения государственной религиоведческой экспертизы при Федеральной регистрационной службе.
Член редакционной коллегии журнала «Государство, религия, церковь в России и за рубежом».
Владеет французским языком.

## Научные труды

### Монографии
- Зуев Ю. П. Критический обзор религиозных журналов «Братский вестник» и «Журнал Московской патриархии» за 1965 г. / Моск. гор. организация О-ва «Знание». Моск. дом науч. атеизма. — М.: Общество «Знание» РСФСР, 1966. — 29 с.
- Михайлов Г. А., Зуев Ю. П. Критика богословской фальсификации истории России. — М.: Знание, 1977. — 62 с. — (Новое в жизни, науке, технике: Серия «Научный атеизм»; № 10)
- Зуев Ю. П. От страдания — к счастью. — М.: Московский рабочий, 1977. — 94 с. (Беседы о религии)
- Зуев Ю. П., Трусенёва Н. В. Роль социалистической обрядности в формировании нравственного облика советского человека. — М.: Знание, 1978. — 32 с. — (В помощь лектору. Б-чка «Новые праздники и обряды и их роль в коммунистическом воспитании трудящихся»)
- Зуев Ю. П. Псевдогуманизм христианской проповеди любви к ближнему. — М.: Знание, 1978. — 64 с. — (Новое в жизни, науке, технике. Сер. «Научный атеизм»; № 9)
- Зуев Ю. П. Социально-исторический процесс и критика его богословской интерпретации. — М.: Знание, 1986. — 64 с. — (Новое в жизни, науке, технике. Научный атеизм; 8/1986)

### Энциклопедии и словари
- Зуев Ю. П. Вечеря Господня // Религии народов современной России: Словарь / М. П. Мчедлов (отв. ред.), Аверьянов Ю. И., Басилов В. Н. и др.. — 2-е изд., испр. и доп.. — М.: Республика, 2002. — С. 61. — 624 с. — 4000 экз. — ISBN 5-250-01818-1.
- Зуев Ю. П. Истинно-православная церковь // Религии народов современной России: Словарь / М. П. Мчедлов (отв. ред.), Аверьянов Ю. И., Басилов В. Н. и др.. — 2-е изд., испр. и доп.. — М.: Республика, 2002. — С. 135—137. — 624 с. — 4000 экз. — ISBN 5-250-01818-1.
- Зуев Ю. П. Праздники буддизма // Религии народов современной России: Словарь / М. П. Мчедлов (отв. ред.), Аверьянов Ю. И., Басилов В. Н. и др.. — 2-е изд., испр. и доп.. — М.: Республика, 2002. — С. 373—375. — 624 с. — 4000 экз. — ISBN 5-250-01818-1.
- Зуев Ю. П. Праздники Евангелическо-лютеранской церкви // Религии народов современной России: Словарь / М. П. Мчедлов (отв. ред.), Аверьянов Ю. И., Басилов В. Н. и др.. — 2-е изд., испр. и доп.. — М.: Республика, 2002. — С. 375—376. — 624 с. — 4000 экз. — ISBN 5-250-01818-1.
- Зуев Ю. П. Праздники иудаизма // Религии народов современной России: Словарь / М. П. Мчедлов (отв. ред.), Аверьянов Ю. И., Басилов В. Н. и др.. — 2-е изд., испр. и доп.. — М.: Республика, 2002. — С. 376—379. — 624 с. — 4000 экз. — ISBN 5-250-01818-1.
- Зуев Ю. П., Тульцева Л. А. Праздники Православной церкви // Религии народов современной России: Словарь / М. П. Мчедлов (отв. ред.), Аверьянов Ю. И., Басилов В. Н. и др.. — 2-е изд., испр. и доп.. — М.: Республика, 2002. — С. 379—385. — 624 с. — 4000 экз. — ISBN 5-250-01818-1.
- Зуев Ю. П. Праздники старообрядцев // Религии народов современной России: Словарь / М. П. Мчедлов (отв. ред.), Аверьянов Ю. И., Басилов В. Н. и др.. — 2-е изд., испр. и доп.. — М.: Республика, 2002. — С. 387. — 624 с. — 4000 экз. — ISBN 5-250-01818-1.
- Зуев Ю. П. Праздники Церкви христиан-адвентистов седьмого дня // Религии народов современной России: Словарь / М. П. Мчедлов (отв. ред.), Аверьянов Ю. И., Басилов В. Н. и др.. — 2-е изд., испр. и доп.. — М.: Республика, 2002. — С. 387. — 624 с. — 4000 экз. — ISBN 5-250-01818-1.
- Зуев Ю. П. Праздничные календари неопротестантских конфессий // Религии народов современной России: Словарь / М. П. Мчедлов (отв. ред.), Аверьянов Ю. И., Басилов В. Н. и др.. — 2-е изд., испр. и доп.. — М.: Республика, 2002. — С. 387—388. — 624 с. — 4000 экз. — ISBN 5-250-01818-1.
- Зуев Ю. П. Российская православная свободная церковь // Религии народов современной России: Словарь / М. П. Мчедлов (отв. ред.), Аверьянов Ю. И., Басилов В. Н. и др.. — 2-е изд., испр. и доп.. — М.: Республика, 2002. — С. 421—422. — 624 с. — 4000 экз. — ISBN 5-250-01818-1.
- Зуев Ю. П. Русская православная церковь // Религии народов современной России: Словарь / М. П. Мчедлов (отв. ред.), Аверьянов Ю. И., Басилов В. Н. и др.. — 2-е изд., испр. и доп.. — М.: Республика, 2002. — С. 429—436. — 624 с. — 4000 экз. — ISBN 5-250-01818-1.
- Зуев Ю. П. Русская православная церковь за границей // Религии народов современной России: Словарь / М. П. Мчедлов (отв. ред.), Аверьянов Ю. И., Басилов В. Н. и др.. — 2-е изд., испр. и доп.. — М.: Республика, 2002. — С. 440—441. — 624 с. — 4000 экз. — ISBN 5-250-01818-1.

### Учебники
- Баширов Л. А., Зуев Ю. П., Керимов Г. М., Трофимчук Н. А. История религий в России: Учебник. — М.: Изд-во РАГС, 2001. — 591 с.
- Барковская Е. Ю., Баширов Л. А., Васильева О. Ю., Зуев Ю. П., Кравчук В. В., Семедов С. А., Шахов М. О., Шмидт В. В. Религии России: учебное, справочно-аналитическое пособие по вопросам государственно-конфессиональных отношений и религиоведению / под общ. ред. О. Ю. Васильевой, В. В. Шмидта. — М.: Изд-во РАГС, 2009. — 160 с. ISBN 978-5-7729-0476-3

### Статьи
- Зуев Ю. П. Состояние и характер религиозности в социалистическом обществе // Религия в Советском обществе: причины сохранения и проблемы преодоления. М.: Изд-во АОН при ЦК КПСС, 1989. — С. 3—28.
- Зуев Ю. П. Религиозный культ страдания и нравственный прогресс // Человек, общество, религия / Под ред. А. С. Иванова и др. — М.: Мысль, 1968. — 224 с.
- Зуев Ю. П. Религиозные объединения и верующие в условиях демократизации советского общества // Философские науки. 1988. № 4.
- Зуев Ю. П. Приложение. Религия и религиозные организации в современной России // Религия и общество: Хрестоматия по социологии религии. / Сост. В. И. Гараджа, Е. Д. Руткевич. — М.: Наука, 1994. — 775 с.
- Зуев Ю. П., Гараджа В. И. Приложение 1. Динамика религиозности в России в 20 веке и её социологическое изучение // Гараджа В. И. Социология религии: Учеб. пособие для студентов и аспирантов гуманитарных специальностей. — 3-е изд., перераб. и доп. — М.: ИНФРА-М, 2005. — 348 с. (Классический университетский учебник) ISBN 5-16-002026-8
- Зуев Ю. П. Российские католики и протестанты на «канонической территории» русской православной церкви: поиск modus vivendi // Государство, религия, церковь в России и за рубежом. — 2007. — № 3. — С. 6—18.
- Зуев Ю. П., Кравчук В. В., Пинкевич В. К. Ремир Александрович Лопаткин: к 80-летию со дня рождения // Государство, религия, церковь в России и за рубежом. 2010. Т. 28. № 4. С. 238—253.
- Зуев Ю. П. Социальные концепции религиозных объединений России: первый опыт самоопределения // Государство, религия, церковь в России и за рубежом. 2010. Т. 28. № 4. С. 35—45.

### Составление и научная редакция
- Исторические и философские проблемы православия на Руси в работах советских ученых: Реф. сб. / Акад. обществ. наук при ЦК КПСС, Ин-т науч. атеизма; Отв. ред. Ю. П. Зуев, Б. А. Лапшов. — М. : ИНИОН АН СССР, 1987. — 138 с. (Сер. «Пробл. методол. истории». АН СССР, ИНИОН).
- 1000-летие крещения Руси: (К итогам юбилея: факты и размышления): Сб. ст. / Акад. обществ. наук при ЦК КПСС, Ин-т науч. атеизма; [Редкол.: Ю. П. Зуев (отв. ред.) и др.]. — М.: АОН при ЦК КПСС, 1989. — 120 с.
- Вып. I: Антология отечественного религиоведения. Часть I: Институт научного атеизма — Институт религиоведения АОН при ЦК КПСС / сост. и общ. ред. Ю. П. Зуев, В. В. Шмидт. — М.: Изд-во РАГС, 2009.
- Вып. I: Антология отечественного религиоведения. Часть II: Институт научного атеизма — Институт религиоведения АОН при ЦК КПСС / сост. и общ. ред. Ю. П. Зуев, В. В. Шмидт. — М.: Изд-во РАГС, 2009.
- Вып. I: Антология отечественного религиоведения / сост. и общ. ред. Ю. П. Зуев, В. В. Шмидт. Часть III: Институт научного атеизма — Институт религиоведения АОН при ЦК КПСС. — М.: Изд-во РАГС, 2009.
- Вып. I: Антология отечественного религиоведения. Часть IV: Кафедра государственно-конфессиональных отношений РАГС / сост. и общ. ред. Ю. П. Зуев, В. В. Шмидт. — М.: Изд-во РАГС, 2009.
- Наследие. Вып. 1 — Религия — общество — государство: институты, процессы, мысль. Книга 1: История государственно-конфессиональных отношений в России (X — начало XXI века): хрестоматия в двух частях. Часть I. Х — начало XX века/ Сост. Ю. П. Зуев; под общ. ред. Ю. П. Зуева, В. В. Шмидта. — М.: Изд-во РАГС; ИД «МедиаПром», 2010. — 392 с.
- Наследие. Вып. 1. — Религия — общество — государство: институты, процессы, мысль. Книга 1: История государственно-конфессиональных отношений в России (X — начало XXI века): хрестоматия в 2 ч. Часть II: XХ — начало XXI века. / сост. Ю. П. Зуев; под общ. ред. Ю. П. Зуева, В. В. Шмидта. — М.: Изд-во РАГС; ИД «МедиаПром», 2010. — 288 с. ISBN 978-5-7729-0620-0 (ч. II) ISBN 978-5-7729-0681-1 (ч. I—II)
- Вып. 6: Антология отечественного религиоведения: Религиоведение Украины. Часть 1: Феномен советского религиоведения: украинский контекст / сост. и общ. ред. Ю. П. Зуева, А. Н. Колодного, Л. А. Филипович, В. В. Шмидта, П. Л. Яроцкого. — М.: ИД «МедиаПром», 2010.
- Вып. 2: Исследования / сост. и общ. ред. В. В. Шмидта, И. Н. Яблокова при участии Ю. П. Зуева, З. П. Трофимовой. Книга 1(I): Религиоведение в России в конце XX — начале XXI в. — М.: ИД «МедиаПром», 2010.
- Вып. 2: Исследования / сост. и общ. ред. В. В. Шмидта, И. Н. Яблокова при участии Ю. П. Зуева, З. П. Трофимовой. Книга 1(II): Религиоведение в России в конце XX — начале XXI в. — М.: ИД «МедиаПром», 2010.